# أخلمد عليا
أخلمد عليا (بالفارسية: اخلمد علیا) هي قرية تقع في قسم تشناران الريفي (مقاطعة تشناران) في إيران. يقدر عدد سكانها بـ 418 نسمة بحسب إحصاء 2016.